# 田川诚一
田川诚一（日语：田川 誠一/たがわ せいいち，1918年6月4日—2009年8月7日），新自由俱樂部，日本的政治家，曾担任自治大臣，积极推动中日友好事业。